# Coyote Ugly
Coyote Ugly is een Amerikaanse speelfilm uit 2000 onder regie van David McNally.
De titel van de film slaat niet alleen op de naam van de bar waar deze zich afspeelt. De betekenis van de term wordt in de film uitgelegd. Het slaat op het gevoel dat je na een onenightstand teleurgesteld wakker wordt naast iemand die zo lelijk is dat je het liefst stilletjes weg wilt glippen en bij wijze van spreken zelfs de eigen arm zou willen doorbijten om je bedpartner (die op je arm ligt) niet wakker te hoeven maken. Coyotes bijten ook hun eigen poot af wanneer ze vast zitten.

## Verhaal
Coyote Ugly vertelt het verhaal van Violet Sanford, een jonge vrouw die naar New York vertrekt om een carrière als songwriter te beginnen. Ze krijgt enorme tegenslagen te verwerken; ze wordt ontslagen en dan komt er ook nog eens bij dat er ingebroken is in haar flat. Maar met véél geluk krijgt ze een baantje aangeboden om te gaan werken in de nachtclub "Coyote Ugly".

### Reünie
In 2025 bestond Coyote Ugly 25 jaar en kwam de cast samen voor een speciale reünie in het Aero Theatre in Santa Monica. Piper Perabo, Tyra Banks, Maria Bello, Melanie Lynskey en Izabella Miko blikten hier terug op de opnames en de impact van de film.

## Rolverdeling
| Acteur           | Personage       |
| ---------------- | --------------- |
| Piper Perabo     | Violet Sanford  |
| Adam Garcia      | Kevin O'Donnell |
| John Goodman     | Bill Sanford    |
| Maria Bello      | Lil             |
| Izabella Miko    | Cammie          |
| Tyra Banks       | Zoe             |
| Bridget Moynahan | Rachel          |
| Melanie Lynskey  | Gloria          |
| Jack McGee       | Earl            |
| Bud Cort         | Romero          |
| LeAnn Rimes      | zichzelf        |
| Michael Weston   | Danny           |

## Prijzen en nominaties

### Prijzen
- De ASCAP Award voor Most Performed Song van een film ("Can't Fight the Moonlight")
- 2 Blockbuster Entertainment Awards
  - Favorite Supporting Actress in een Comedy/Romance (Maria Bello)
  - Favorite Song from a Movie ("Can't Fight the Moonlight")
- De MTV Movie Award voor Best Music Moment (Piper Parebo)

### Nominaties
- 2 Blockbuster Entertainment Awards
  - Favorite Female Newcomer (Piper Parebo)
  - Favorite Soundtrack
- De MTV Movie Award voor Breakthrough Female Performance (Piper Parebo)
- De Golden Reel Award voor Best Sound Editing - Music(Shannon Erbe)

## Trivia

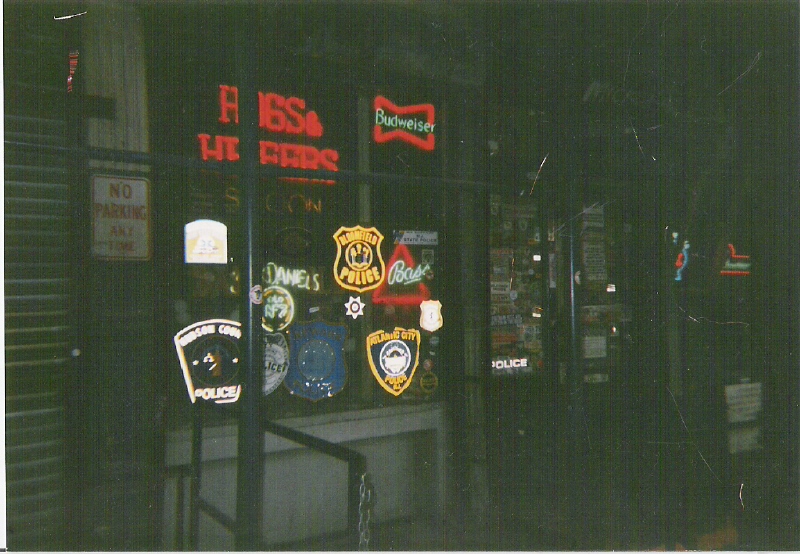
Hogs & Heffers, de bar waarop het verhaal van Coyote Ugly is gebaseerd

- In de film hebben Johnny Knoxville en Michael Bay een cameo.
- De film is gebaseerd op een bestaande bar (en bediening en gebeurtenissen daar) in New York: Hogs & Heffers. De film zou eigenlijk hier ook opgenomen worden, maar omdat het management van de bar vond dat de film "Hogs & Heffers" moest heten werd hier van afgezien. De film is toen in een bar verderop in de straat opgenomen.
- Naar aanleiding van de film is er in het New York-New York Hotel & Casino in Las Vegas een bar geopend genaamd "Coyote Ugly".